# Cerdanya grófság

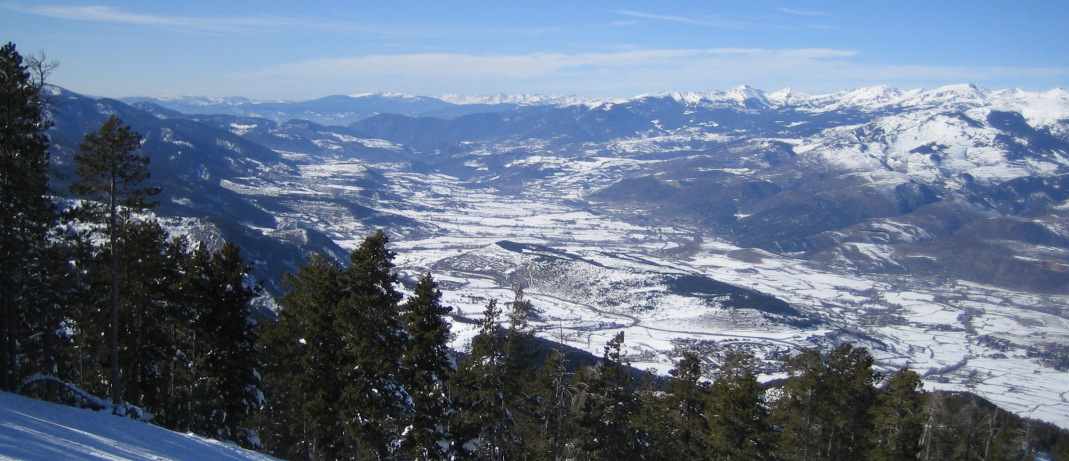
A Segre völgyének felső szakasza madártávlatból

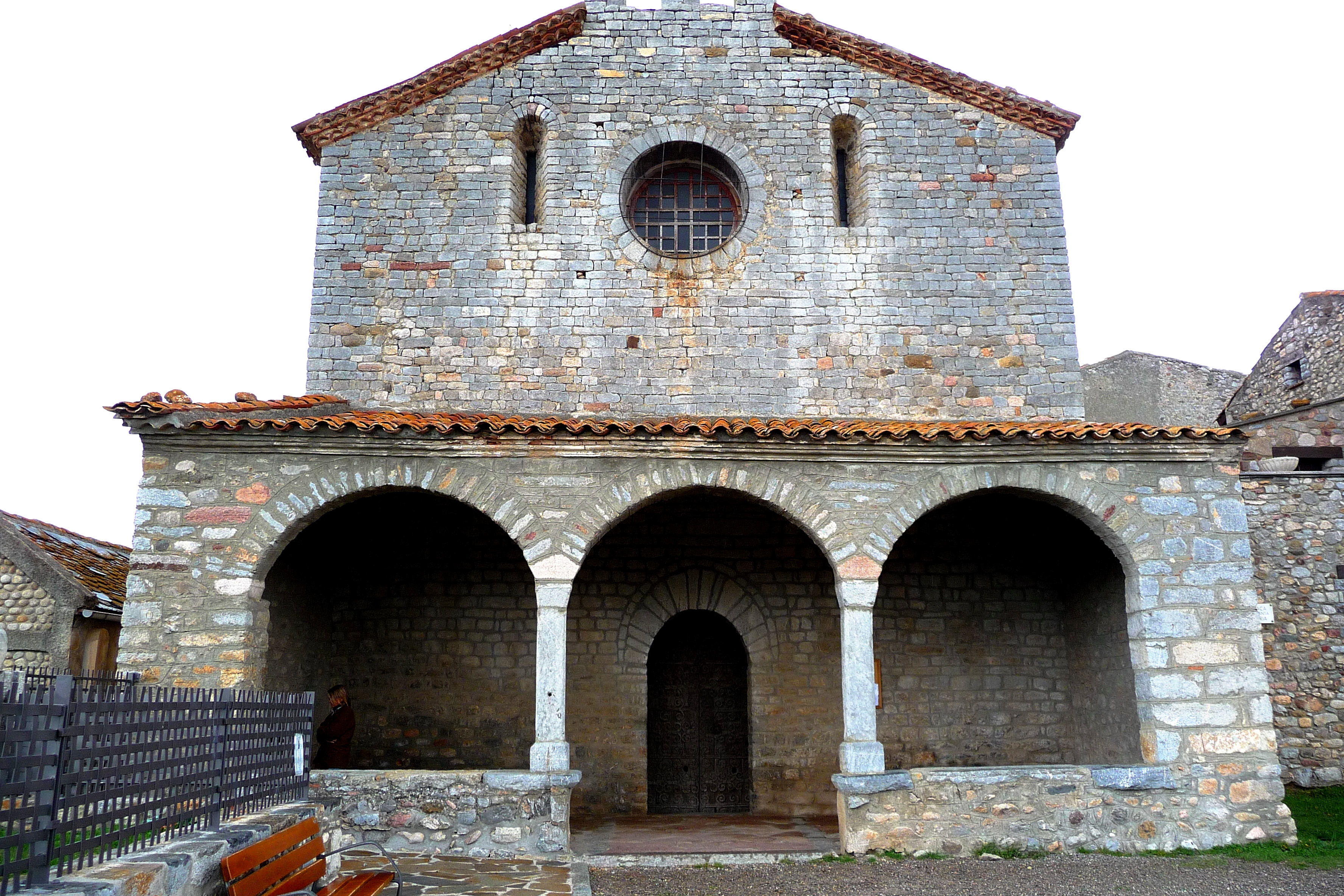
A román stílusú Santa Maria de Talló templom Bellver de Cerdanya déli részén

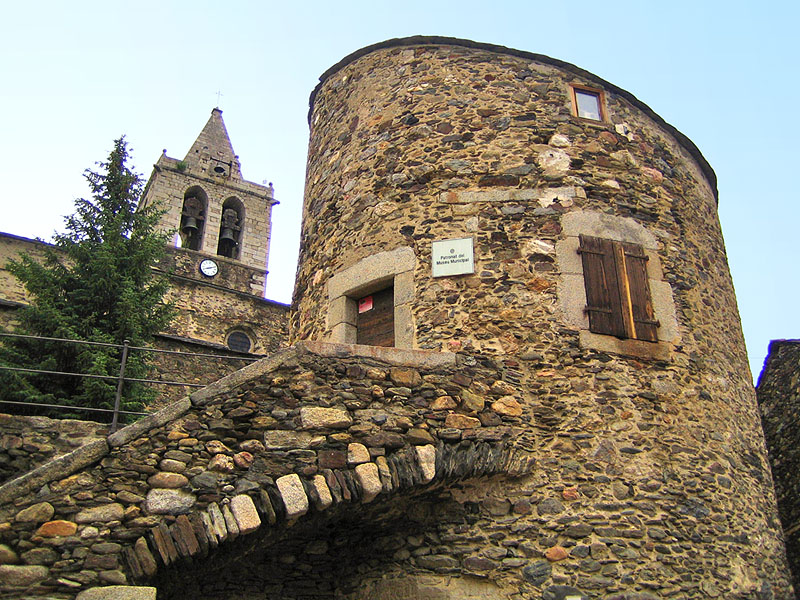
Llívia fellegvárának tornya

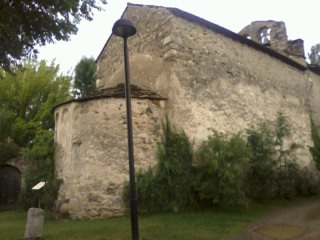
A Sant Tomàs de Ventajola templom Puigcerdàban

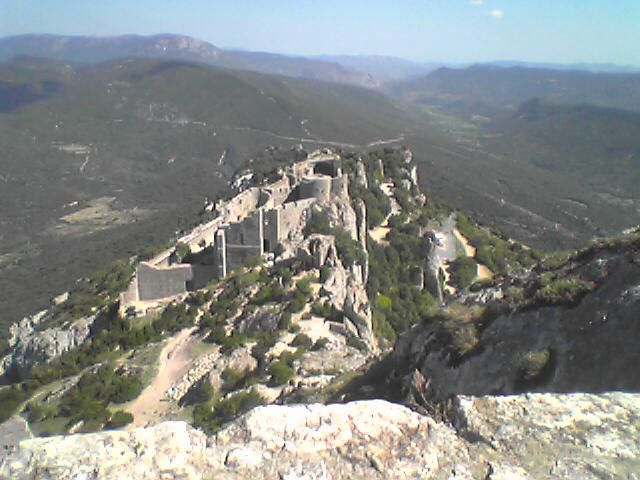
Peyrepertuse vára

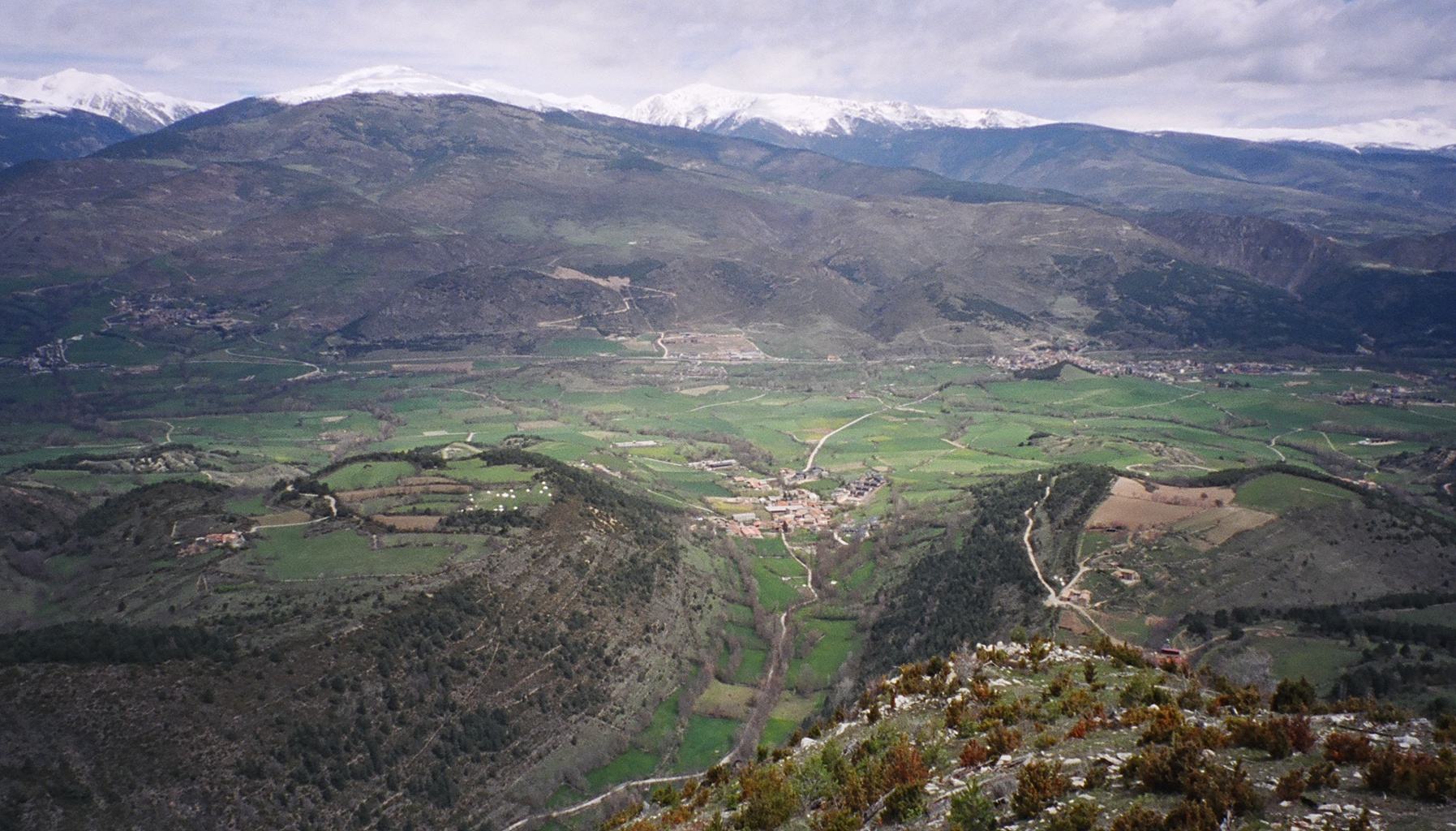
A Segre völgye Bellver de Cerdanya faluval dél felől

Cerdanya grófság a történelmi Marca Hispanica frank tartomány, majd Aragónia és végül a Mallorcai Királyság egyik grófsága volt Katalóniában, a Segre vízgyűjtőjének fölső részén. Fővárosa Berga volt, illetve Llívia, ami jelenleg Girona spanyolországi tartomány exklávéja Franciaországban.
Cerdanya (gyakran La Cerdanya alakban (latinul: Ceretani or Ceritania, franciául: Cerdagne, spanyolul: Cerdaña) a Pireneusok egyik történelmi–természetföldrajzi tájegysége.
Az egykori grófság területének többsége a jelenlegi közigazgatási beosztás szerint Franciaország (Pyrénées-Orientales megyéjében, kisebbik része Katalónia Lleida tartományában van.

## Történelme
Ősét valószínűleg már a Vizigót Királyságban megszervezték, erről a feltételezett grófságról(?) azonban kevés adat maradt fenn. Annyi bizonyos, hogy 672-ben a Wamba király ellen lázadó Flavius Paulus (Narbonne-i Pál) ellenkirály kezére került, és hogy ebben az időben már fellegvára volt. A területet az arab hódítás után kormányzósággá szervezték (minősítették át).

### Kialakulása

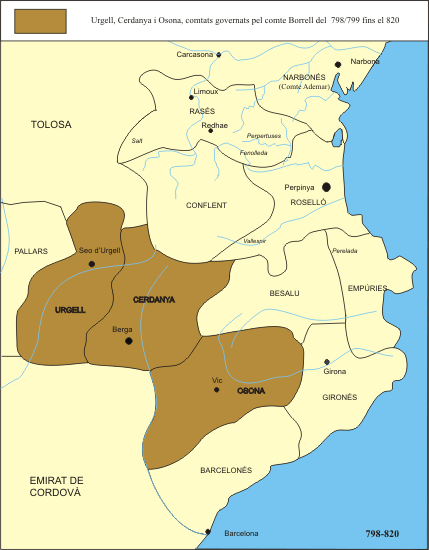
Osonai Borrell birtokai

I. (Nagy) Odo akvitán herceg miután 721-ben az első toulouse-i csatában (frank segítséggel) megállította az iszlám hódítókat és visszahódította a pireneusi baszk területeket, úgy döntött, hogy déli és nyugati határait politikai manőverekkel biztosítja. Kihasználva azt, hogy Cerdanya emírje, Utman ibn Naissza berber vezér (akit a frank krónikák Munuza néven említenek) fellázadt Córdoba kormányzója ellen, szövetséget kötött vele, és ennek biztosítására feleségül adta hozzá a lányát (akit valószínűleg Lampegiának hívtak). Ez a szövetség egyszerre bőszítette fel Abd ar-Rahmán ibn Abdalláh (al-Gafiqi) kormányzót és Martell Károly frank majordomust.
Al-Gafiqi 731-ben legyőzte a lázadó vezért, és bevette Llivia erődjét; Utman maga is elesett. Feleségét, Odo lányát elfogták, és Damaszkuszba küldték a hárembe. Odo nem tudott segíteni vején, mert ezzel egyidőben Martell Károly Akvitániát dúlta fel. Odo szembeszállt a támadókkal, de vereséget szenvedett.
Ezután a területen viszonylagos béke volt Kis Pipin 752–761-es hadjáratáig. Pipin 759-ben elfoglalta Narbonne-t, majd Roussillont, és ezzel a mórok elveszítették a Pireneusoktól északra meghódított területeiket. A hegylánc vált Andalusz és a Frank Birodalom határvidékévé.
778-ban Nagy Károly az I. Abd ar-Rahman córdobai emír ellen lázadó emírek hívására átkelt a hegyvidéken, de vereséget szenvedett, és kénytelen volt visszavonulni. Az általa átmenetileg megszállt területeket a mórok gyorsan visszafoglalták. A hegyvidéki, utánpótlással nehezen ellátható területekre azonban nem telepítettek helyőrségeket, így fennhatóságuk Cerdanyában is csak névleges maradt.
A mór hadszínteret Károly 785-ben fiára, Jámbor Lajosra, Akvitánia királyára bízta. Ő már ebben az évben elfoglalta Gironát, majd Cerdanya is elismerte őt hűbérurának. 796-tól Lajos apránként, módszeresen nyomult délnek, 812-ig apránként meghódítva egész Katalóniát.
Az elfoglalt területeket Nagy Károly 795-ben Marca Hispanica néven tartománnyá szervezte, hogy afféle ütközőzóna legyen birodalma és a Córdobai Emirátus között. A tartományt grófságokra tagolta; az egyik grófság Cerdanya lett. A többször változó jogállású grófság 1403-ig állt fenn.

### Marca Hispanica részeként

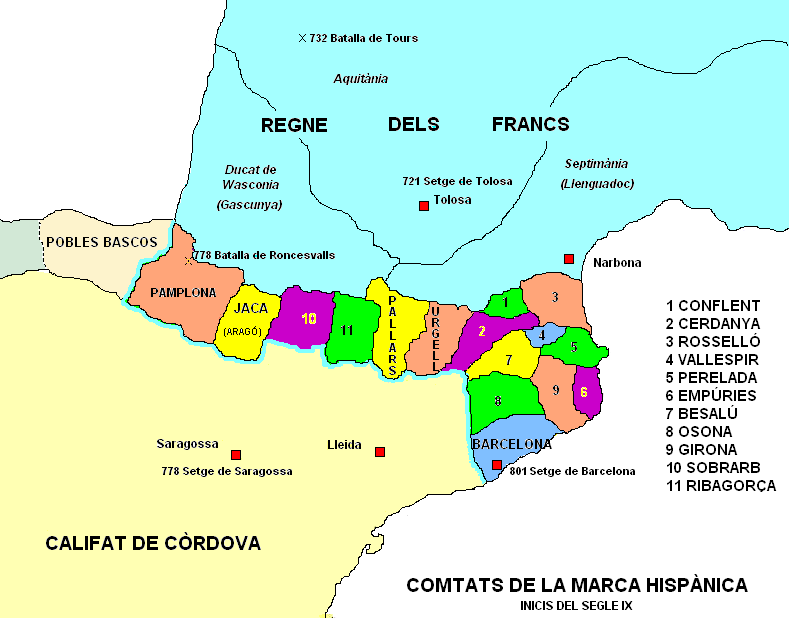
Marca Hispanica grófságai a 9. század elején

798-ben, a grófság megszervezésekor Cerdanya többé-kevésbé a jelenleg Franciaország Pyrénées-Orientales megyéjéhez tartozó Alta Cerdanya járásnak felelt meg. Első grófja (798-820) egy bizonyos Borrell lett, aki egyúttal Urgell grófságot is megkapta. Hűbérura Akvitánia királyaként Károly fia, Jámbor Lajos lett, aki utasította a frissen kinevezett grófot, hogy keljen át a Pireneusok gerincén, és csatolja birtokaihoz annak déli oldalán Berga környékét (nagyjából a mai Katalónia Lleida tartományának Baixa Cerdanya járását), majd délkelet felé további, ugyancsak többé-kevésbé elnéptelenedett völgyeket — utóbbiakból alakították meg 799-ben Osona grófságot (Ausona), amelynek első grófja ugyancsak Borrell lett. Az elfoglalt területeken helyre kellett állítania és helyőrséggel kellett feltöltenie Osona, Cardona és Casserès felhagyott erődítményeit.
826-ban a frissen kinevezett, ifjú Septimaniai Bernát ellen lázadó barcelonai lázadók elfoglalták Osona grófságot és egyik vezérük, Aisso hosszú potyáin Cerdanyát is végigdúlta.
A 820-ban Borrell meghalt, és Jámbor Lajos Cerdanyát és Urgellt, valamint a velük közösen kezelt Conflent grófságot is hűbéresének, az Aragóniából elűzött Aznar Galíndez aragón grófnak adta. Tőle ezeket a 830-as évek elején fia, I. Galíndo Aznárez örökölte. Ő azonban nem érte be ennyivel, hanem Lothár felkelését kihasználva 833-ban még Pallars grófság és Ribagorza grófságokat is elhódította. Erre reagálva  Jámbor Lajos azonmód elvette tőle birtokait, és azokat Sunifrednek (Sunyer), I. Oliba carcassonne-i gróf öccsének adta, akit egyúttal a két elbitorolt grófság visszafoglalásával is megbízott.
Aznar Galíndez még néhány évig meg tudta tartani a rosszul járható hegyvidéki Pallarsot és Ribagorçát birtokában — ezekből valószínűleg 838-ban üldözték el I. Sunifred barcelonai gróf csapatai és a Septimaniai Bernát vezette partizánok (vagy 844-ben Frédelon toulouse-i gróf). A két grófság átmenetileg Toulouse grófjainak birtokába került.
842-ben a Córdobai Emirátus nagyobb offenzívát indított a Pireneusok visszafoglalására. Elfoglalták egyebek közt Cerdanyát is, ám I. Sunifred barcelonai gróf csapatai végül visszaverték őket. 844-ben meghalt Galíndo Garcés, Aragónia grófja, és addigi birtokai (Cerdanya, Conflent és Urgell) mellé Aragóniát is Galíndo Aznárez kapta meg.
Radulf, Besalú első grófja valamikor 912–920 között meghalt, és birtokait az Ifjabbnak nevezett I. Miró Cerdanyához csatolta annak ellenére, hogy azokat Sunyer, Barcelona és Girona grófja is szerette volna megszerezni. Miró 927-ben halt meg, és kiterjed birtokai közül Cerdanyát és Conflentet legidősebb fiára, II. Sunifredre, Besalút pedig a másodszülött Wilfredre hagyta azzal, hogy Wilfred ismerje el hűbérurának Sunifredet. Harmadik, illetve negyedik fia számára hasonló feltételekkel leválasztotta Cerdanyából Bergát, Besalúból pedig Ripollt. A fiúk nagykorúvá válásáig a grófságokat régensként anyjuk, Ava kormányozta.
II. Sunifred részben öccsével, (II.) Wilfreddel közösen az alábbi egyházi intézményeket alapította, illetve finanszírozta:
- 951: Ripolli Szent Mária kolostor Ripollban (alapította),
- 951: Lagrasse-i Szent Mária apátság (Abbaye Sainte-Marie de Lagrasse or Abbaye Sainte-Marie-d'Orbieu) Lagrasse-ban (alapította),
- 953: Cuxai Szent Mihály kolostor (Saint-Michel-de-Cuxa) és templom (Codalet-ben; fizette építését),
- Sant Pere de Rodès kolostor (Rodèsban; fizette fenntartását).

Az intézmények alapításához szükséges pápai bulláért Sunifred 951-ben maga utazott Rómába, Wilfred pedig IV. Lajos királyt kereste fel kiváltságlevelekért.
943-ban Sunyer követelését érvényesítendő erővel tört Besalúra és Ripollra, II. Sunifred pedig minden erejével Wilfred segítségére sietett. A fivérek megismételték hűbéri esküjüket a koronának, és ezután többször is „márkinak” titulálták magukat — ezt a címet a király ugyan nem adta meg nekik, de használatát nem is kifogásolta.
A 10. század második felében jelentősen megnőtt Cerdanya és Besalú grófjainak hatalma és tekintélye, mígnem 957-ben Besalút komolyan megrázta a (45 évvel korábban) leváltott Radulf gróf fiainak felkelése — ezt a helyi nemesek nem támogatták, de a jobbágyok tömegesen csatlakoztak hozzá. Wilfredet megölte egy orgyilkos, de Sunifred leverte a felkelést és kisajátította a lázadók birtokait. Miután ő is meghalt, a grófságokat III. Miró örökölte. Ő Besalút Oliba Cabretának adta hűbérbe, majd 971-ben, amikor Miró Girona püspöke lett, öccse újra egyesítette azt Cerdanyával.

### A grófság fénykora
II. Borrell barcelonai gróf 988-ban megtagadta az adófizetést a frissen hatalomra került Capet Hugónak. Ezzel Katalónia függetlenedett a frank koronától, és Marca Hispanica tartomány gyakorlatilag megszűnt; grófságai jelentős önállóságra tettek szert — olyannyira, hogy több közülük még saját pénzt is veretett.
Mindennek ellenére 10. század vége és a 11. század eleje kivételesen nyugodalmas időszak volt Katalónia történelmében, csak Oliba Cabreta viszálykodott Carcassonne grófjaival. A konfliktus az ő győzelmével zárult.Az ő uralkodása volt a grófság fénykora: törzsterületéhez, az apjától, illetve bátyjaitól örökölt Berga, Cerdanya, Conflent és Besalú grófságokhoz megszerezte:
- Fenouillèdest és Capcirt (Carcassonne-tól)
- a Baridàt,
- az Orillas völgyét Lillet-vel, Berguedàval és Ripollès-szel,
- Vallespirt,
- Roussillon déli részét Illa de Tettől Sant Esteve del Monasterióig,
- Donasà és Peyrepertuse várait.

Gyermekei közül Oliba 1002-ben apját és öccsét követve egyházi pályára lépett; birtokait Bernátra hagyta.
Ezzel Cerdanya és Besalú bő egy évszázadra különvált:
- II. Wilfred lett Cerdanya és Conflent grófja,
- I. Bernát pedig Besalúé, Bergáé és Ripollé.

A Karoling-uralom dacára Cerdanyában 1031-ig a vizigót törvények maradtak érvényben.

### A hanyatlás időszaka

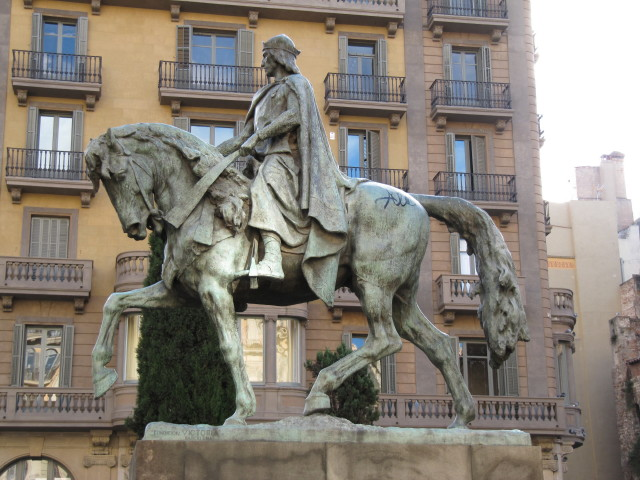
III. (Nagy) Rajmund Berengár, Barcelona és Provance grófja

II. Borrell barcelonai gróf 988-ban megtagadta az adófizetést a frissen hatalomra került Capet Hugónak. Ezzel Katalónia függetlenedett a frank koronától, és Marca Hispanica tartomány gyakorlatilag megszűnt. Grófságait apránként, többé-kevésbé egyesével a Barcelonai grófság szerezte meg.
A 11. században a feudalizmus intézményrendszerének kiépülésével párhuzamosan Cerdanya fokozatosan veszített befolyásából; mindinkább Toulouse és Foix grófjainak érdekkörébe került. Toulouse grófjai a fontos közlekedési útvonal Pimorent (franciául: Puymorens) hágó ellenőrzését akarták megkaparintani, Foix grófjai mórok kezén lévő Lérida felé vezető útvonalat. Cerdanya grófjai egyházi befolyásukat nüvelték a frank területeken és Katalóniában. 1016-ban 100 000 solidusért megvásárolták az érsekállítás jogát a [[Narbonne]-i főegyházmegye|Narbonne-i főegyházmegyében]] a grófi család Guifred nevű tagja számára, majd nem sokkal ezután az urgelli püspök állításának jogát is. Maga a híres Oliba apát (Oliva) Oliba Cabreta gróf fia volt. Amikor  Rajmund Wilfred 
gróf kifosztotta a Sant Miquel de Cuixà emiatt viszályba keveredett Elne püspökével. Ez megosztotta a grófság nemeseit: ki-ki ahhoz az oldalhoz cstlakozott, amelyiktől több hasznot remélt.
A politikai bizonytalanságot ügyesen kihasználva Bernát Sunifred vikomt (Bernards Sunifred) fellázadt grófja ellen. Az ő földjei Cerdanyától többnyire északra terültek el a Segre völgyében és Conflent grófságban. Formálisan a Toulouse-i grófság hűbéresének nyilvánította magát, és megpróbálta birtokait elszakítani Cerdanyától. 1047-re Bernát helyzete annyira megromlott, hogy kénytelen volt kibékülni Rajmunddal. Le kellett mondania öröklött földjeiről, amelyekért cserébe további hűbérbirtokokat kapott. Bernát másodszor is fellázadt grófja ellen, de 1061-ben másodjára is kénytelen volt békét kötni. Erre az időre, amikor a Frank Birodalom és a Córdobai Emirátus határa már jóval Cerdanyától délre húzódott, Pimorent fontos hágója a grófság belsejébe került, és Rajmund meg tudta őrizni szuverenitását, nem engedve át a hágót se Toulouse-nek, se Foix-nak.
A gróf főhatalmának megszilárdítása a 11. században leginkább az algrófoknak — Cerdanya, Conflent és Fenouillèdes vikomtjainak volt ellenére. Vilmos Rajmundnak szabályos háborút kellett vívnia II. Giselbert roussilloni gróffal, hogy meg tudja tartani a Cuxai Szent Mihály kolostort, amely alapítása (951) óta Cerdanya birtoka volt — ezt a háborút is megnyerte, de közben a vikomtok katonai ereje fokozatosan nőtt.
1088–1092 között Vilmos Rajmund Conflentben megalapította Vilafranca de Conflent települést. Örököse, Vilmos-Jordán csatlakozott az első keresztes háborúhoz, és távollétében a grófok főhatalma tovább gyengült. 1118-ban Cerdanyát el kellett adnia IV. (Szent) Rajmund Berengár barcelonai grófnak, és ettől kezdve a grófság csak időszakokra önállósult, mint a kisebb fiaknak juttatott birtokrész.
Cerdanya grófjai azért nem tudtak tartós, stabil hatalmat kiépíteni Katalóniában, mert birtokaikat rendszeresen szétosztották fiúgyermekeik között, az öröklés rendjét soha nem formalizálták — ráadásul Cerdanya stratégiai-határőrizeti szerepének csökkenésével fokozatosan nőtt vazallusaik ereje. A grófság sorsa akkor teljesült be, amikor 1058-ban Rajmund gróf elfogadta I. Rajmund Berengár barcelonai gróf szövetségi ajánlatát a mórok elleni küzdelemre. A következő évszázadokban Cerdanya a Katalán Hercegség részeként létezett.

### Aragónia részeként

Katalónia államai és érdekszférái az 1151-ben kötött tudiléni szerződés szerint

1107-ben III. Bernát Rajmund Berengár lányát, Jimenát vette feleségül. A házassági szerződéssel hozományként megkapta Osona grófságot és a Vici püspökséget (azok váraival). Ennek ellentételeként Barcelona grófját tette meg örökösének arra az esetre, ha gyermektelenül halna meg. Ekkor már ötven éves volt (idősebb, mint apósa), Jimena pedig mindössze 7–8 éves. Távolról sem meglepő módon Bernát meghalt még azelőtt, hogy a házasságot elhálhatták volna, és a grófságot Rajmund Berengár örökölte.
1111-ben végleg a Barcelonai grófság (majd ennek utódaként Aragónia) részévé vált. Ezt rossz szemmel nézte Bernát, Cerdanya grófja, aki a hagyomány szerint a besalúi grófok hűbérurának tekintette magát. A konfliktust úgy simították el, hogy Rajmund Berengár átengedte Cerdanyának a Pireneusok gerincétől északra fekvő Vallespirt, Fenolledèst, Peyrepertuse-t és Castellnou-t.

### Felosztása
Az egykori grófság területét a harmincéves háborút folytató spanyol–francia háborút 1659-ben lezáró pireneusi békeszerződés megosztotta a viszálykodó felek között:
- Alsó-Cerdanya (katalánul Baixa Cerdanya,  spanyolul Baja Cerdaña) járás (comarca) Katalóniához került,
- Felső-Cerdanya (katalánul Alta Cerdanya, franciául Haute-Cerdagne) pedig Franciaországhoz.

## Cerdanya grófjai
A kezdeti időszakban Cerdanya grófjai egyúttal Urgell grófjai is voltak.

### A Karolingok által kinevezett grófok (kb. 798-870)

Katalónia részei 1304-ben

Katalónia grófságai 1131-ben

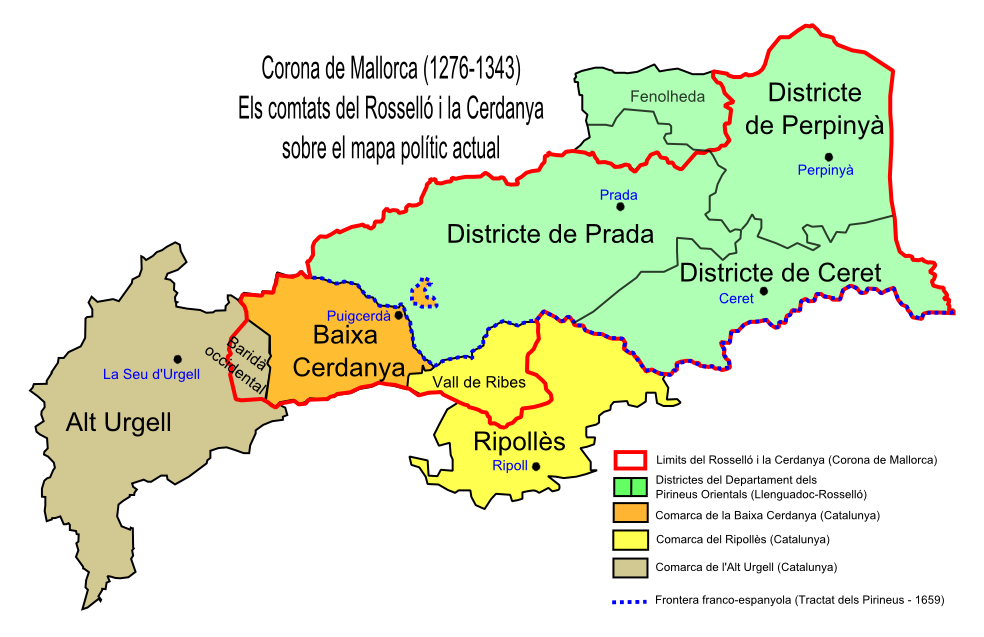
A 13–14. századi Cerdanya grófság (Roussillon és Cerdanya) területe mai közigazgatási térképre vetítve

- 798-820 Osonai Borrell, Cerdanya, Urgell és Osona grófja;
- 820-824 Aznar Galíndez, Cerdanya és Urgell grófja, 809-820 között Aragónia (és egyes források szerint Conflent) grófja.
- 824-834 Galindo Aznárez, Cerdanya, Urgell (és egyes források szerint Conflent) grófja, 833–838? között Pallars és Ribagorça grófja, 844–867 között Aragónia grófja.
- 834-848 I. Sunifred, Cerdanya és Urgell grófja, 844-től Osona, Besalú, Girona, Narbonne, Agde, Béziers, Lodève, Melgueil, Conflent, Nîmes és Barcelona grófja is.

### Öröklődő titulusú grófok
- 848-869 (870) Salamon (Solomon), Cerdanya és Urgell grófja, 860-tól Conflent grófja is. Ismeretlen fokon I. Sunifred rokona és gyermekeinek gyámja.
- 869 (870)-897 I. Wilfred (Szőrös Wilfred), I. Sunifred fia. Cerdanya és Urgell grófja, 878-tól Barcelona, és Girona grófja is (utóbbié II. Wilfred néven), 880-tól Osona grófja is.
- 897-927 I. Miró (Ifjabb Miró), Cerdanya és Besalú grófja (920–927). Négy fia közül a második, II. Vilmos Besalú grófságot örökölte. Halála után II. Sunifred újra egyesítette a két grófságot.
- 927-968 II. Sunifred, Cerdanya Conflent (927-968) és Besalú (957-968) grófja. Miró legidősebb fia.
- 968-984 III. Miró, Cerdanya és Besalú grófja. Miró harmadik fia.
- 968-988 Oliba Cabreta, Miró negyedik fia, Besalú, Cerdanya, Berga és Ripoll grófja. Kisebbik fia, a későbbi Oliba apát számára Cerdanyából leválasztotta Berga, Besalúból pedig Ripoll grófságot.
- 988-1035 II. Wilfred, Oliba Cabreta legidősebb fia.
- 1035-1068 Rajmund (Raymond)
- 1068-1095 I. Vilmos (Vilmos Rajmund)
- 1095-1109 II. Vilmos (Vilmos-Jordán)
- 1109-1118 Bernát (Bernard)
- 1118-1131 I. Rajmund Berengár barcelonai gróf (Ramon Berenguer)
- 1131-1162 II. Rajmund Berengár barcelonai gróf
- 1162-1168 Péter (Peter)
- 1168-1223 I. Sancho
- 1223-1242 Nuño Sánchez
- 1242-1276 I. (Hódító) Jakab aragóniai király
- 1276-1311 II. Jakab (mallorcai király)
- 1311-1324 II. Sancho — I. (Békés) Sancho mallorcai király
- 1324-1349 III. Jakab (mallorcai király)
- 1349-1375 IV. Jakab (Mallorca címzetes királya)
- 1375-1403 Isabella (Mallorca címzetes királynője)

1403-ban a cím végérvényesen Aragónia királyaira szállt.

## Fordítás
- Ez a szócikk részben vagy egészben  a   County of Cerdanya című angol Wikipédia-szócikk ezen változatának fordításán alapul.  Az eredeti cikk szerkesztőit annak laptörténete sorolja fel. Ez a jelzés csupán a megfogalmazás eredetét és a szerzői jogokat jelzi, nem szolgál a cikkben szereplő információk forrásmegjelöléseként.
- Ez a szócikk részben vagy egészben  a   Flavius Paulus című angol Wikipédia-szócikk ezen változatának fordításán alapul.  Az eredeti cikk szerkesztőit annak laptörténete sorolja fel. Ez a jelzés csupán a megfogalmazás eredetét és a szerzői jogokat jelzi, nem szolgál a cikkben szereplő információk forrásmegjelöléseként.
- Ez a szócikk részben vagy egészben  a   County of Besalú című angol Wikipédia-szócikk ezen változatának fordításán alapul.  Az eredeti cikk szerkesztőit annak laptörténete sorolja fel. Ez a jelzés csupán a megfogalmazás eredetét és a szerzői jogokat jelzi, nem szolgál a cikkben szereplő információk forrásmegjelöléseként.
- Ez a szócikk részben vagy egészben  az   Oliba Cabreta című angol Wikipédia-szócikk ezen változatának fordításán alapul.  Az eredeti cikk szerkesztőit annak laptörténete sorolja fel. Ez a jelzés csupán a megfogalmazás eredetét és a szerzői jogokat jelzi, nem szolgál a cikkben szereplő információk forrásmegjelöléseként.